# Aborto inseguro

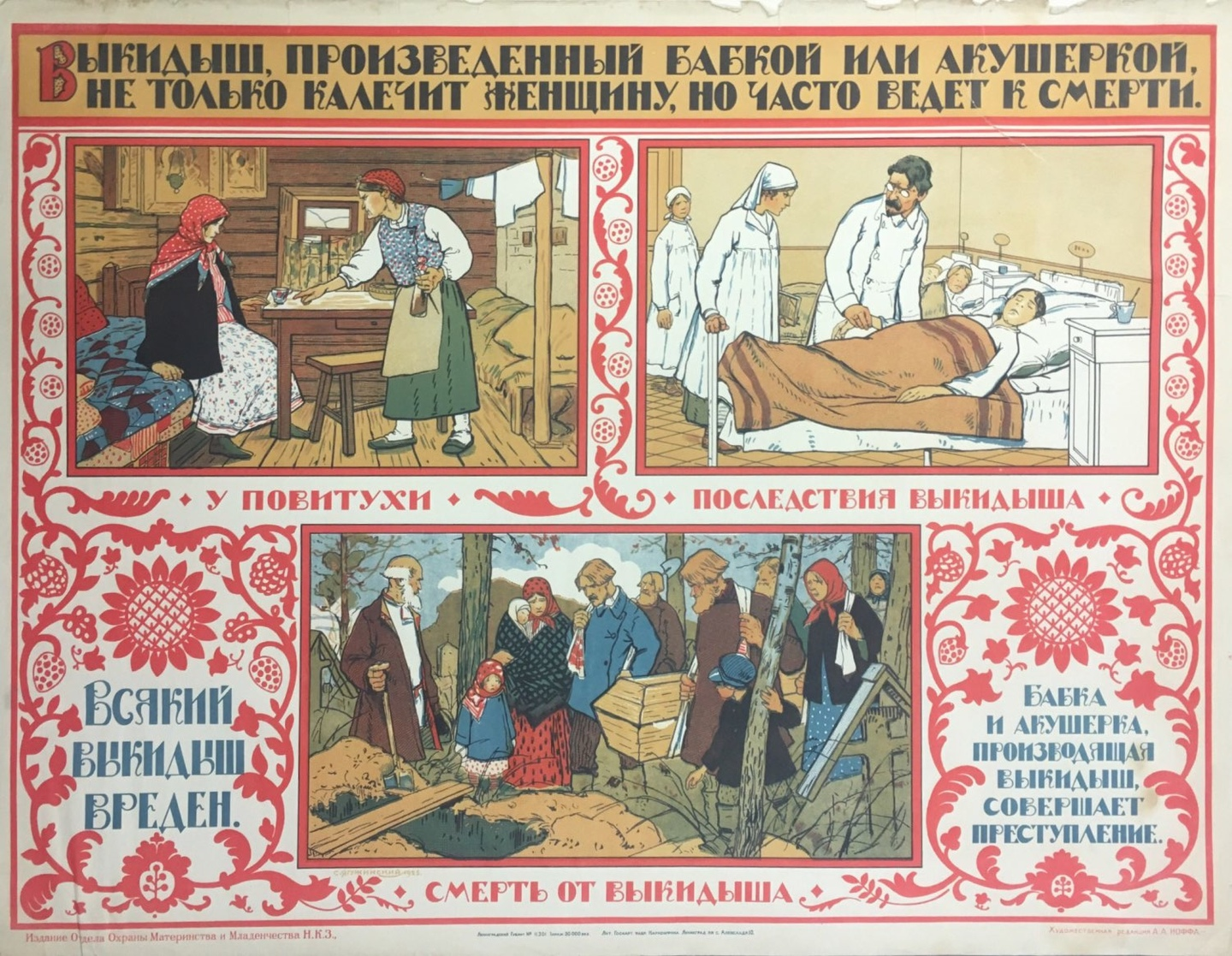
Cartaz soviético. Tradução do texto no topo: "Abortos induzidos por parteiras ou curandeiros não só mutilam a mulher, como também frequentemente levam à morte."

Um aborto inseguro é a interrupção da gravidez por pessoas sem as habilidades necessárias, ou num ambiente sem padrões médicos mínimos, ou ambos. Um aborto inseguro é um procedimento com risco de vida. Inclui abortos auto-induzidos, abortos em condições sem higiene e abortos realizados por um médico que não fornece atenção pós-aborto adequada. Cerca de 25 milhões de abortos inseguros ocorrem por ano, dos quais a maioria ocorre em países em desenvolvimento.
Abortos inseguros resultam em complicações para cerca de 7 milhões de mulheres por ano. Abortos inseguros também são uma das principais causas de mortes durante a gravidez e o parto (cerca de 5 a 13% de todas as mortes durante este período). A maioria dos abortos inseguros ocorre onde o aborto é ilegal, ou em países em desenvolvimento onde médicos bem treinados e baratos não estão disponíveis, ou onde o controlo da natalidade moderno não está disponível.
O aborto inseguro foi e é uma crise de saúde pública. Mais especificamente, a falta de acesso ao aborto seguro era e é um risco para a saúde pública. Quanto mais restritiva for a lei, maiores serão as taxas de mortalidade e outras complicações.